# 25482 Tallapragada
25482 Tallapragada è un asteroide della fascia principale. Scoperto nel 1999, presenta un'orbita caratterizzata da un semiasse maggiore pari a 2,6566935 UA e da un'eccentricità di 0,0437936, inclinata di 2,44564° rispetto all'eclittica.